# Sinjai Plengpanich
 (mai 2019).
Si vous disposez d'ouvrages ou d'articles de référence ou si vous connaissez des sites web de qualité traitant du thème abordé ici, merci de compléter l'article en donnant les références utiles à sa vérifiabilité et en les liant à la section « Notes et références ».
Sinjai Plengpanich (สินจัย เปล่งพานิช ou นก สินจัย เปล่งพานิช / Nok Sinjai Plengpanich / นก สินจัย หงษ์ไทย / Nok Sinchai Hongthai / Sinchai Plengphanit / Sinjai Hongtai ; née le 21 janvier 1965 à Bangkok) est une actrice thaïlandaise.

## Biographie
Sinjai Plengpanich est actrice dans près de 25 films.
En 1982, elle joue dans son premier film สายสวาทยังไม่สิ้น en tant qu'actrice principale et il y rencontre l'acteur principal Chatchai Plengpanich (dont c'est le second film).
Elle est actrice dans trois films du maître du cinéma Manop Udomdej : The Accusation (1985) ; ฉันรักผัวเขา (1987) ; ครั้งเดียวก็เกินพอ (Krung Diew Kor Kern Por) (1988).
Elle est actrice dans deux film de Chatrichalerm Yukol : Powder Road (1991) et La Légende de Suriyothai (2001).
En 1987, elle est actrice dans un film du maître du cinéma Cherd Songsri : The Gem from the Deep.
En 1988, Sinjai Hongtai se marie à Chatchai Plengpanich et ils ont trois enfants (deux fils et une fille) : Gun, Bom et Dom.
Parfois elle double la voix d'un personnage de dessin animée : Pacahontas (1995) (voix de Pacahontas) ; en compétition pour doubler la voix de la méchante sorcière de La belle au bois dormant (1952) (gagnante : Rhatha "Ying" Pho-gnam).
Elle est aussi actrice dans de très nombreuses séries TV.
Elle est en particulier actrice dans quatre séries TV avec son mari : Nai Fun (1992) ; Rom Chat (1995) ; Tawan Deard (2011); et la très célèbre série Beyond the Clouds (Nua (ou Nuer) Mek 2 / เหนือเมฆ 2 มือปราบจอมขมังเวทย์) qui a fait couler beaucoup d'encre dans la presse au début de l'année 2013.
(Nua Mek 2 diffusée sur Channel 3 fin 2012-début 2013 est une série produite par son mari Chatchai Plengpanich (et dans laquelle il joue aussi) et réalisée par Nonzee Nimibutr : cette série a suscité de vifs débats dans les médias thaïlandais car elle a été censurée brusquement  par le pouvoir du parti Pheu Thai et du premier ministre Thaksin Shinawatra juste deux heures avant la diffusion des trois derniers épisodes).
Elle joue aussi dans les quatre téléfilms musicaux Si Phan Din (สี่แผ่นดิน เดอะมิวสิคัล) (2011 ; 2014 ; 2017 et 2019), adaptation d'une nouvelle de Kukrit Pramoj et quelques autres.

## Filmographie

### Films
- 1982 : สายสวาทยังไม่สิ้น
- 1983 : The Black Magic from Buddha (ปีศาจมันสมอง)
- 1984 : ไอ้จอมเก
- 1985 : The Accusation (หย่าเพราะมีชู้ / Yaa Pror Mee Choo)
- 1985 : แม่
- 1985 : พ่อมหาจำเริญ
- 1985 : นวลฉวี (Nuanchawee)
- 1985 : หงส์ฟ้า
- 1986 : I don't care (ช่างมันฉันไม่แคร์ /Chang Mun Chun Mai Care)
- 1986 : ไปไม่ถึงดวงดาว
- 1987 : สายน้ำไม่ไหลกลับ
- 1987 : ไฟซ่อนเชื้อ
- 1987 : The Gem from the Deep (พลอยทะเล)
- 1987 : รักเธอถ้าหัวใจอยากจะรัก
- 1987 : ฉันรักผัวเขา
- 1988 : ครั้งเดียวก็เกินพอ (Krung Diew Kor Kern Por)
- 1988 : Bangkok Emergency (อุบัติโหด)
- 1988 : ภุมรีสีทอง
- 1988 : วิวาห์จำแลง
- 1990 : Air America
- 1991 : Powder Road (เฮโรอิน / Heroin)
- 1997 : Anda and Faisal (อันดากับฟ้าใส)
- 2001 : La Légende de Suriyothai[11]
- 2007 : The Love of Siam
- 2010 : Who are you? (ใคร...ในห้อง /Krai... Nai Hong)[12],[13]
- 2014 : 3AM (3D) part 2 (ตีสาม คืนสาม 3D)
- 2014 : The Old Wound (แผลเก่า /Plae Kao)
- 2015 : Fathers (ฟาเธอร์ส)[14]
- 2019 : Necromancer 2020 (จอมขมังเวทย์ 2020)

### Série télévisée
- 1992 : Nai Fun
- 1995 : Rom Chat
- 2011 : Tawan Deard
- 2012 : Beyond the Clouds (Nua (ou Nuer) Mek 2 / เหนือเมฆ 2 มือปราบจอมขมังเวทย์)
- 2013 : E-Sa Raweechuangchoti (The Actress)

- 2019 : The Stranded (เคว้ง) : le professeur Lin[15],[16]

### Série télévisée musicale
- 2011 : Si Phan Din (สี่แผ่นดิน เดอะมิวสิคัล)
- 2014 : Si Phan Din
- 2017 : Si Phan Din
- 2019 : Si Phan Din

## Musique
En 2005, Sinjai Hongtai (Sinjai Plengpanich) chante un morceau pop intitulé "J'aime son mari", une des 2-3 rares chansons interdites par le ministère de la culture car jugée scandaleuse (La chanson "Ma femme a un amant" de la star du Luk thung Chai Muangsing (Chai Muengsingh) elle aussi est censurée pour les mêmes motifs).